# Liste der Bodendenkmäler in Halver
Die Liste der Bodendenkmäler in Halver führt die Bodendenkmäler der sauerländischen Stadt Halver auf (Stand: Oktober 2015). 

## Denkmäler
| Nummer  | Lage                                                                               | Beschreibung                                              | Denkmal seit | Bild |
| ------- | ---------------------------------------------------------------------------------- | --------------------------------------------------------- | ------------ | ---- |
| 1       | Bollberg (51° 12′ 20,3″ N, 7° 26′ 44,6″ O)                                         | Wallburg Bollberg                                         | 10.07.1985   |      |
| 2       | an der Grenze zu Breckerfeld (51° 13′ 49,7″ N, 7° 28′ 32,6″ O)                     | Alte Landwehr                                             | 02.11.1988   |      |
| 3 – 7   | bei Berge (51° 11′ 43,8″ N, 7° 32′ 52,1″ O)                                        | Freilandfläche Berge (Steinzeitliche Fundstellen)         | 19.10.1989   |      |
| 8 – 9   | bei Halverscheid (51° 12′ 55,1″ N, 7° 32′ 55,4″ O)                                 | Freilandfläche Halverscheid (Steinzeitliche Fundstellen)  | 24.10.1989   |      |
| 10 – 11 | bei Schmidtsiepen (51° 11′ 11,2″ N, 7° 31′ 57,9″ O)                                | Freilandfläche Schmidtsiepen (Steinzeitliche Fundstellen) | 25.10.1989   |      |
| 12      | bei Heesfeld                                                                       | Landwehr                                                  |              |      |
| 13      | bei Grünenbaum (51° 13′ 12,2″ N, 7° 28′ 55,1″ O) (51° 13′ 20,6″ N, 7° 28′ 52,2″ O) | Hohlweg Grünenbaum                                        |              |      |
| 14      | an der Kerspetalsperre (51° 8′ 39,9″ N, 7° 31′ 11,6″ O)                            | Hohlweg                                                   |              |      |